# Spathoglottis vanvuurenii
Spathoglottis vanvuurenii är en orkidéart som beskrevs av Johannes Jacobus Smith. Spathoglottis vanvuurenii ingår i släktet Spathoglottis och familjen orkidéer. Inga underarter finns listade i Catalogue of Life.